# رانية (اسم)
رَانِيَة هو اسم علم شخصي مؤنث، وهو تأنيث لاسم راني معناه من رنا إليه أو الغالبة المتصدية. تشيع كتابته خطأً «رانيا». يعتبر من أكثر أسماء الإناث شيوعا في العالم العربي.[بحاجة لمصدر]

## الشخصيات
- رانيا العبد الله، ملكة الأردن
- رانية الجعبري، كاتبة وصحفية أردنية
- رانية القابسي، ممثلة تونسية
- رانيا يوسف، ممثلة مصرية
- رانية خلاف، كاتبة وشاعرة مصرية
- رانيا الكردي، مغنية وممثلة أردنية
- رانيا برغوث، إعلامية لبنانية
- رانيا فريد شوقي، ممثلة مصرية
- رانيا ملاح، ممثلة سورية
- رانية سلامة، إعلامية وسيدة أعمال سعودية
- رانيا شاهين، ممثلة مصرية
- رانيا أحمد، ممثلة مصرية
- رانيا السباعي، ممثلة كويتية مصرية
- رانيا السبع، عارضة أزياء لبنانية
- رانيا بدوي، مذيعة مصرية
- رانيا حسين مغنية مصرية معروفة باسم روبي
- رانيا علواني، سباحة مصرية
- رانيا محمد، ممثلة سعودية
- رانيا محمود ياسين، ممثلة مصرية
- رانيا منصور، ممثلة مصرية
- رانيا مروة، ممثلة وممثلة صوت لبنانية